# ホーリネス運動
ホーリネス運動（ホーリネスうんどう、英: Holiness movement）は、キリスト教・プロテスタントのムーブメントのひとつ。この運動の結果として生まれた諸教派は「聖潔派」「きよめ派」とも呼ばれる。かつては純福音派とも呼ばれた（現在では「純福音派」というと聖霊派の流れを指す）。

## 概要
聖であるとは、単一な心を持つことで、ジョン・ウェスレーによれば、それはキリストの心を持つことに他ならない。また、それは神的な愛（アガペー）で動機付けられた心を持つことである。ホーリネス運動とは、信仰者はキリストの贖いへの信仰により、原罪を始め人の持つ罪への傾きから、聖霊によってきよめてもらうことができるとする人々からなるムーブメントである。あるグループでは、新生・聖化・神癒・再臨からなる「四重の福音」を強調している。ただし「神癒」に関しては、「新生・聖化・再臨」と並列的に考えることに対して、疑問を投げかける教派も存在する。

## ルーツ
- 宗教改革の救いと恵みの教理、信仰義認。
- 17世紀のピューリタン。聖書の至上の権威を強調する、国教会に対するフリー・チャーチ運動。
- 敬虔主義。17世紀ドイツのフィリップ・ヤーコブ・シュペーナーと、フス派の流れをくむモラヴィア兄弟団によって敬虔な生活が強調された。
- フレンド派（クウェーカー）。内なる光の強調。
- 1730年、イングランドの福音主義リバイバル。メソジストのジョン・ウェスレー、チャールズ・ウェスレー兄弟。
- 第一次大覚醒。18世紀から19世紀。ジョージ・ホウィットフィールド、ジョナサン・エドワーズのリバイバル。個人的回心の強調。
- 第二次大覚醒 チャールズ・フィニーらのリバイバル。個人的回心の必要性の強調と、伝道的なリバイバル・ミーティング。

プロテスタント諸教派（聖公会、アナバプテストを含む）の系統概略

## 日本での展開

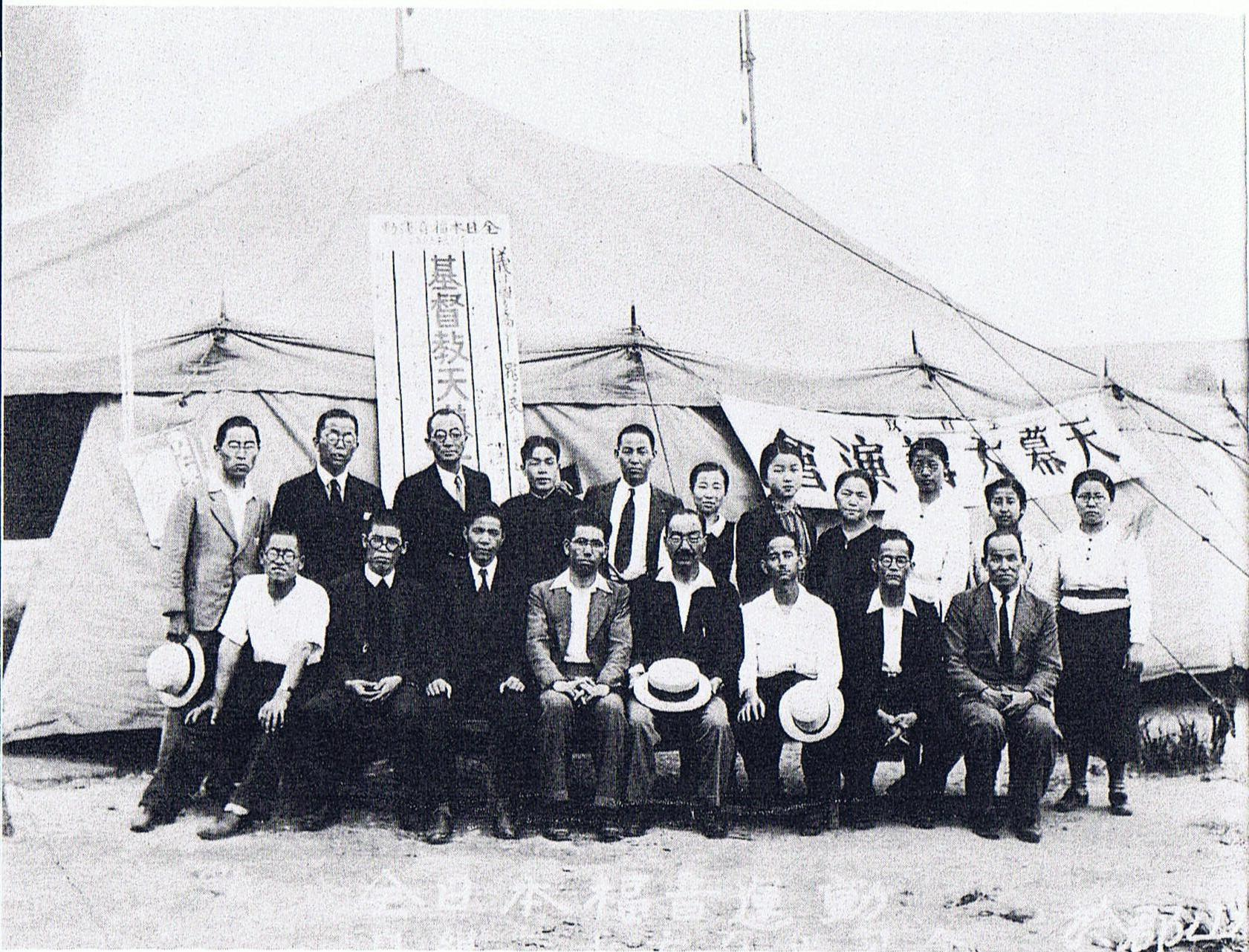
リバイバル・リーグ、1940年

日本での最初のきよめ派の組織は、1900年ごろメソジストを脱退した中田重治が呼びかけて結成された聖潔の友（ホーリネス・ユニオン）である。
日本におけるホーリネス運動の中心である日本ホーリネス教会は、1901年アメリカ人宣教師チャールズ・カウマンと中田重治によって神田で中央福音伝道館という名で始められた。最初は、教団にする予定はなかったが、組織が拡大していったので、1917年に東洋宣教会ホーリネス教会という名称で教団組織化した。
このホーリネス運動には、二つのタイプがあるとされている。すなわち、
トラディッショナル的ホーリネス
戦前の日本ホーリネス教会を中心として展開したホーリネス運動は、18世紀のジョン・ウェスレーによるメソジスト運動の中核的な霊的核心の立場を堅持したものであった。聖会などで瞬時的きよめも強調され、多くのきよめの体験を受けた教職信徒がいた。その経験から力強い信仰生活へと導かれ、教勢拡大の原動力となり得たことは明白である。
きよめの後の信仰の成長は、メソジスト的ホーリネスと同様に組会等を通して成長を与えられて行ったが、いずれの立場のホーリネスも信仰の斬新的成長は課題である。いずれが優れていると言うような論議は不毛の論議である。中田の高唱したきよめへの勧めは迫力のあるものであり多くの恵みの確信を握るものを輩出し、日本の教会史で類を見ない神の御業がなされていった。
メソジスト的ホーリネス

彼らはホーリネス運動の原点である18世紀のメソジスト運動への復帰を願い、転機的な全ききよめの経験とともに、その前後の、特に転機的な経験を得た後の、きよめられた者としての日常生活のあり方をメソジスト的にするように、すなわち、真面目に恩寵の手段などを遂行してゆくように指導した。
この「メソジスト的ホーリネス」の運動は、戦前、蔦田二雄を中心として教派の枠を超えて展開しつつあったリヴァイヴァル・リーグ（リバイバル・リーグ）の運動に見られた。

## 主な教団

### ホーリネス系
（中田重治、C.カウマン）
- イムマヌエル綜合伝道団（1945年10月創立）
- ウェスレアン・ホーリネス教団（1992年6月創立）
- 基督兄弟団（1946年11月創立）
- 基督聖協団（1958年6月創立）
- 東洋宣教団きよめキリスト教会（1940年創立）
- 日本宣教会（1923年創立）
- 日本基督教団ホーリネスの群（1946年創立）
- 聖イエス会（1946年創立）
- 日本福音教会連合（1971年8月創立）
- 日本福音教団（1952年7月創立）
- 日本ホーリネス教団（1949年6月創立）
- 日本聖泉基督教会連合（1969年創立）
- 日本キリスト宣教団

### 英国国教会系
（B.F.バックストン、P.ウィルクス）
- 日本伝道隊（1903年創立） - ヒュー・ブラウン（「なぜ、人を殺してはいけないのですか」著者）などが所属。
- 日本イエス・キリスト教団（1951年創立）

（柘植不知人）
- キリスト伝道隊（1987年創立）
- 基督伝道隊（1939年創立）
- 復活之キリスト教団（1947年創立）
- 活水基督教団（1930年創立）
- 萬国福音教団(1948年2月創立)

### 英国メソジスト系
メソジスト系教団の一部を加えることもある。
- 救世軍（英国1865年創立、日本1895年創立）

### 米国メソジスト系
- 日本ナザレン教団（1953年創立）
- 日本自由メソヂスト教団（1953年創立）
- 日本フリーメソジスト教団（1984年創立）
- 東京フリー・メソジスト教会（1953年創立）
- シオン・キリスト教団（1953年創立）
- チャーチ・オブ・ゴッド
- 福音伝道教団

## 主な神学校
- 東洋宣教会聖書学院（東洋宣教会・日本ホーリネス教会・きよめ教会）
- 東京聖書学院(日本ホーリネス教団)
- 関西聖書神学校（日本イエス・キリスト教団、日本伝道隊）
- 東京聖書学校（日本基督教団・ホーリネスの群）
- ウェスレアン・ホーリネス神学院（ウェスレアン・ホーリネス教団）
- イムマヌエル聖宣神学院（イムマヌエル綜合伝道団）